# Lake Village (Indiana)
Lake Village è un census-designated place (CDP) degli Stati Uniti d'America, situato nello stato dell'Indiana, nella contea di Newton.